# 朴刀
朴刀也写成博刀、泼刀、或钹刀，是中国古代的一种冷兵器。

## 型態与用途
朴刀型態為一种长而宽的钢刀，可以装在木柄上成为比一般大刀还要长的长兵器，也可以卸下来单独作为一种短兵器。在小说《水浒传》中，宋代的“卢俊义取出朴刀，装在杆棒上，三个丫儿扣牢了，赶着车子，奔梁山泊路上来。”
朴刀全长约一米二至一米五，其刀刃比大刀长，大约占总长度的一半，可劈、刺、砍，招数繁多。武术谚语说：“单刀看手，双刀看走，大刀看定手。”演练朴刀时刀如猛虎，刀背、刀刃分明，使用任何招数，都要住把定手。由于朴刀用途广泛，是闯荡江湖的人常用的兵器。

## 历史
朴刀出现于宋代。起源是因当时不許民间保存兵器，于是有人把大刀改为短柄的朴刀配掛腰間，俗稱“著裤刀”，狩獵砍柴割稻烹飪皆可用之，因为成為民生必須品而不能禁止，于是朴刀成为唯一合法的兵刃，人民在禦敵或械鬥時會加裝長柄，增加破壞力與易使度。
朴刀到了清末前后开始被广泛使用。在太平天国时期，太平军中很多人使用朴刀，又名“太平刀”。

## 文學中的朴刀

### 小說
因为朴刀是宋代唯一的合法民间武器，在《水浒传》中，使用朴刀的角色很多，如卢俊义、林冲、楊志、史进、雷横、刘唐、楊雄、石秀、时迁、崔道成、邱小乙等。宋江、宋清逃亡时也攜帶朴刀。基本上除了正规军人、徒手打鬥、以及个别使用特殊兵器的角色（如李逵），其他人都使用朴刀。
施耐庵在几处用文字把江湖好汉鬥朴刀的场景描绘得十分的生动。
如第六回使禅杖的鲁智深和使朴刀的史进鬥都使朴刀的生鐵佛崔道成、飛天夜叉邱小乙，但見：

和尚囂頑，禪僧勇猛。鐵禪杖飛一條玉蟒，鋒朴刀迸萬道霞光。壯士翻身，恨不得平吞了宇宙；道人縱步，只待要撼動了乾坤。八臂相交，有如三戰呂布。一聲響亮，不若四座天王。溪邊鬥處鬼神驚，橋上戰時山石裂。

再如第十二回落魄的杨志途径梁山被林冲截住，两人各使朴刀，但見：

殘雪初晴，薄雲方散，溪边踏一片寒，岸畔湧两条杀气。一上一下，似雲中龍，水中龍；一往一來，如岩下虎，林下虎。一个是擎天白玉柱，一个是架海紫金梁。那个沒些破綻高低，這个有千般威风勇猛。一个尽气力望心窩对戳，一个弄精神向肋忙穿。架隔遮拦，似馬超逢翼德；盤旋点搠，渾如敬德戰秦琼。鬥來半晌沒輸贏，戰到數番無勝敗。果然巧笔画难成，便是鬼神須胆落。

再如第十四回，雷橫和劉唐因为十兩銀子各使朴刀相鬥，但見：

雲山显翠，露草凝珠。天色初明林下，曉烟才起村边。一來一往，似凤翻身；一撞一冲，如鷹展翅。一个照搠尽依良法，一个遮拦自有悟头。這个丁字，搶將入來；那个四換头，搠將进去。兩句道：“雖然不上凌烟閣，只此堪描入画图。”

### 元曲
元代李文蔚亦於《燕青博魚》一曲之第四折寫道：「荷葉樣煙氈帽，百煉鋼打就的長朴刀。」